# Витік ціаніду в Бая-Маре

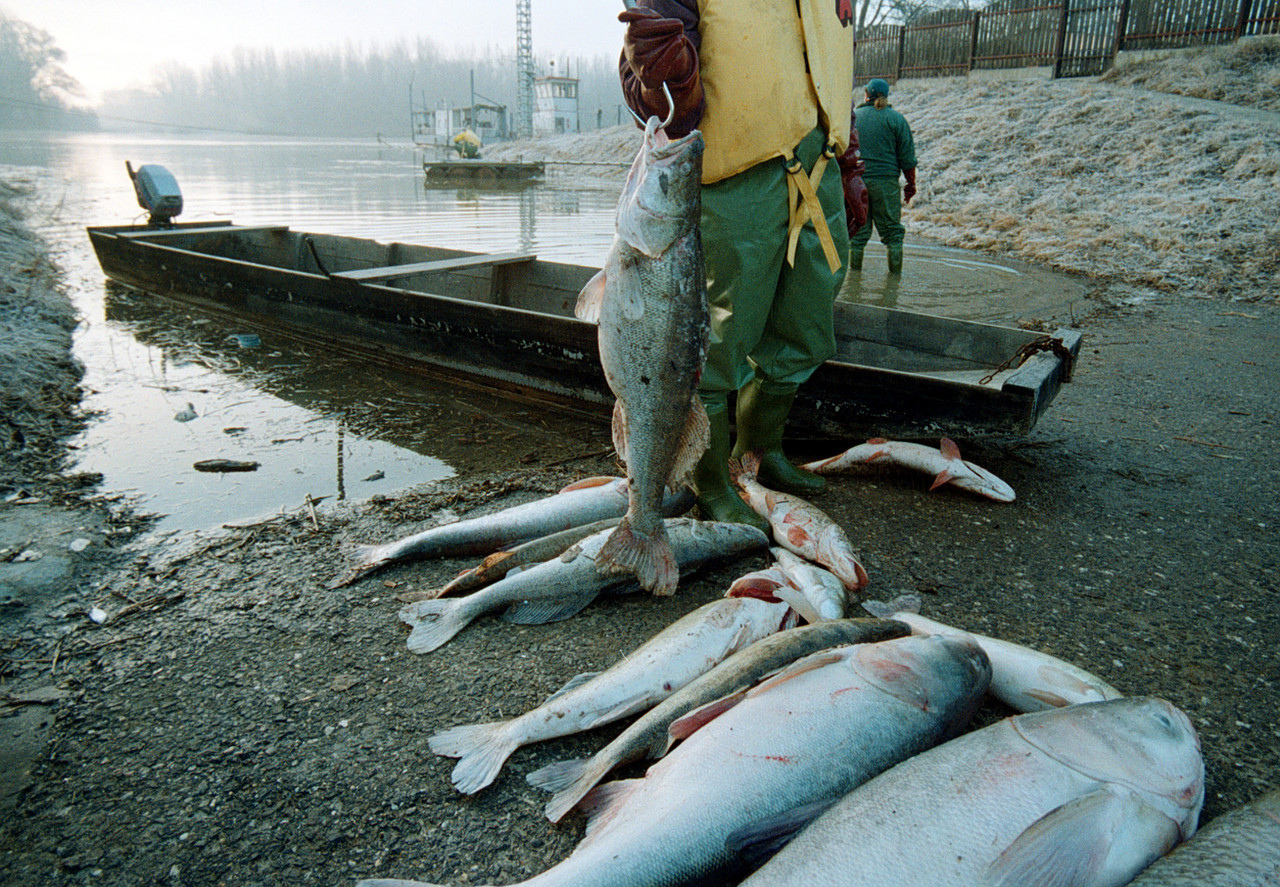
Мертва риба на Тисі

Витік ціаніду в Бая-Маре — витік ціанідів поблизу Бая-Маре, Румунія, у річку Сомеш з вини золотодобувальної компанії Aurul, спільного підприємства австралійської компанії Esmeralda Exploration та уряду Румунії, що стався 2000 року. 
Забруднені води в результаті сягнули Тиси, а потім Дунаю, що призвело до загибелі великої кількості риби в Угорщині та Югославії. Витік було названо найгіршою екологічною катастрофою у Європі після Чорнобильської.

## Передумови
Aurul, оператор видобутку, є спільним підприємством, утвореним австралійською компанією Esmeralda Exploration та урядом Румунії. Компанія заявляла, що здатна вичистити побічний продукт золотодобування — токсичні відвали, що почали розповсюджуватись вітром як токсичний пил. Обіцяючи позбутись від цього побічного продукту та видобути решту золота шляхом ціанідного процесу, компанія перемістила відходи у греблю поблизу Бозинта-Маре, повіту Марамуреш.

## Прорив греблі
Уночі на 30 січня 2000, греблю, що втримувала забруднену воду, прорвало та 100000м³ води з ціанідами (у якій за оцінками їх було 100 тонн[уточнити]) ринули на фермерські угіддя й згодом в річку Сомеш.
Esmeralda Exploration причиною прориву назвала надмірний рівень випадіння снігу.

## Ефекти
Після витоку концентрації ціанідів у Сомеші перевищували допустимі рівні у понад 700 разів. Сомеш є притокою Тиси, другої за величиною річки Угорщини, котра в свою чергу вливається в Дунай. Витік призвів до забруднення запасів питної води понад 2,5 млн угорців. На додачу до ціанідів, до річки також було змито важкі метали, котрі мали довготривалий негативний ефект на навколишнє природне середовище.
Особливо було вражено дику природу:  на ділянці буквально всі живі істоти загинули, далі на південь, у сербській частині було вбито 80% водяних істот, 200т з яких — це була риба цих річок. 

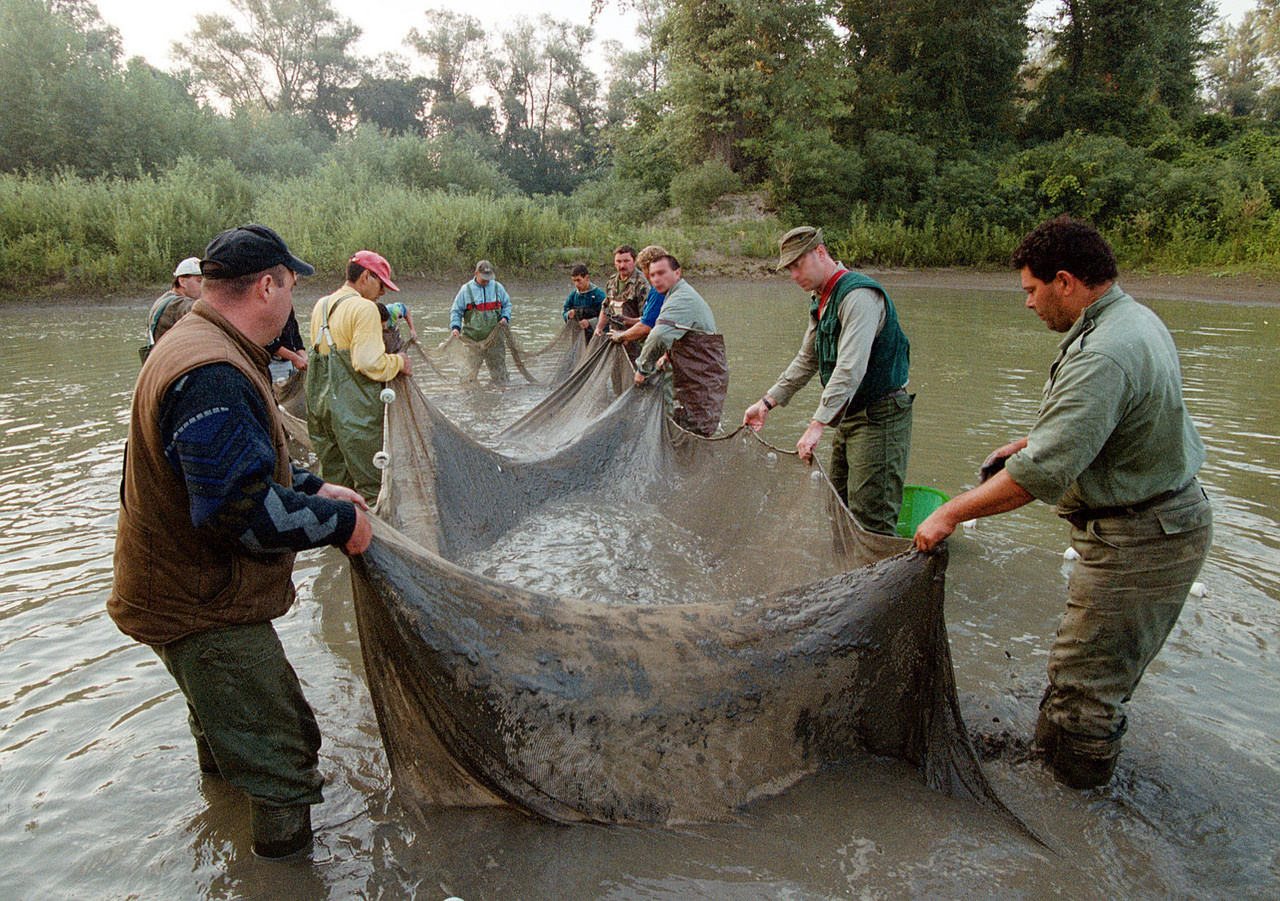
Волонтери працюють на Тисі

Великі кількості риби загинули через токсичність ціанідів у водах річок, що зачепило 62 види риби, 20 з яких — підохоронних. Уряд Румунії заявив, що мор риби був спричинений холодами й вони не мають до нього стосунку. В Угорщині волонтери брали участь в вилученні мертвої риби, щоб зупинити поширення катастрофи харчовими ланцюгами, оскільки інші тварини, такі як лисиці, видри, скопи гинули через поїдання отруєної риби.
Після того, як ціаніди досягнули Дунаю, великий об'єм вод річки призвів до розведення концентрації речовин,, але на деяких ділянках вона досі сягала у 20—50 разів вищою за максимально дозволену.
Через два роки після витоку екосистема почала відновлюватись, однак все ще була далекою від свого початкового стану; рибалки Угорщини заявляли, що їх улов 2002 року сягав лише однієї п'ятої оригінальних рівнів.

## Наступні витоки
Через п'ять років регіон було уражено витоком забрудненої води (цього разу важкими металами). Прорив дамби у Бая-Борша повіту Марамуреш призвів до того, що 20000 кубометрів води, отруєної солями Цинку, Плюмбуму та Купруму потрапили до Тиси.

## Реакції
Бретт Монтгомері, голова оператора видобутку, Esmeralda, заперечив будь-яку відповідальність заявляючи, що шкоду від витоку було «дуже сильно перебільшено», а риба загинула в таких кількостях через брак кисню спричинений замерзанням річки.
Речник компанії згодом заявив, що медіа-повідомлення з Угорщини та Сербії є політично вмотивованими, а рибу було заморено витоками з промислових підприємств уздовж Тиси, які відбувались через використання динаміту для підривання крижаних замкі́в на річці або просто через злиття неочищених каналізаційних стоків у річку.
Уряд Угорщини назвав зберігання ціанідів поруч з річкою безумством, та відповідав що погодні умови не були безпрецедентними. Звіти Європейського Союзу щодо катастрофи звинувачували у ній недоліки проектування золотодобувної шахти.
У середині лютого 2000 коли забруднення сягнуло румунської ділянки Дунаю, уряд Румунії тимчасово заборонив риболовлю та використання води Дунаю як питної.

## Спадок
Природоохоронні групи, такі як Друзі Землі та Greenpeace, використовують катастрофу як один з аргументів про те, що слід заборонити небезпечні технології видобутку, такі як золотодобування шляхом купчастого вилуговування ціанідами.
Німецька метал-група Rammstein створила пісню про витік під назвою "Donaukinder" («Діти Дунаю»).
У Парламенті Румунії було зроблено три спроби прийняти заборону на золотодобування ціанідним процесом у Румунії, жодна з яких наразі не була успішною.